# 김진상
김진상(1962년 12월 24일 ~ )은 대한민국의 전자공학자이며 2024년 2월부터 현재 경희대학교 총장으로 재직하고 있다.

## 학력
- 1981년: 청주고등학교
- 1985년: 경희대학교 전자공학 학사
- 1987년: 경희대학교 대학원 전자공학 석사
- 2000년: 콜로라도 주립 대학교 대학원 전기 및 컴퓨터공학 박사

## 주요 경력
- 1990년~2001년: KT 통신망연구소/멀티미디어연구소 선임연구원
- 2001년~현재: 경희대학교 전자공학과 교수
- 2009년~2011년: 한국반도체학술대회 집적회로설계 분과위원장
- 2014년~2016년: 경희대학교 입학처장
- 2016년~2017년: 경희대학교 학생지원처장·취업진로지원처장
- 2019년~2020년: 경희대학교 일반대학원장
- 2022년~2024년: 경희대학교 중앙도서관장
- 2024년~현재: 제17대 경희대학교 총장[1][2]

### 학회 경력
- 2001년: IEEE Senior Member
- 2009년~2018년: IEEE Circtuits and Systems Seoul Chapter, 부회장
- 2010년: IEEE Circuits and Systems VLSI Technical Committee
- 2010년~2012년: IEEE International Symposium of Circuits and Systems, Secretary General
- 2012년~2013년: International SoC Design Conference, Chair
- 2022년~2023년: 대한전자공학회 반도체소사이어티 회장
- 2024년~현재: 대한전자공학회 부회장